# تشارلز بينيت (لاعب كرة قدم أمريكية)
تشارلز بينيت (بالإنجليزية: Charles Bennett)‏ هو لاعب كرة قدم أمريكية أمريكي، ولد في 4 أبريل 1983 في كامدن في الولايات المتحدة.

## وصلات خارجية
- تشارلز بينيت على موقع مرجع كرة القدم المحترفة.كوم (الإنجليزية)